# Route 225 (Québec)
Pour les articles homonymes, voir Route 225.
La route 225 (R-225) est une route régionale québécoise d'orientation nord / sud située sur la rive sud du fleuve Saint-Laurent et sur la rive est de la rivière Richelieu. Elle dessert la région de la Montérégie.

## Tracé
La route 225 débute à la frontière américaine, à Noyan, comme la continuité de la VT 225. Elle se termine à Sainte-Anne-de-Sabrevois sur la route 133. Sa principale fonction est de longer la rive est de la rivière Richelieu dans un secteur où la route 133 quitte la rive du Richelieu pour pénétrer plus profondément dans les terres, pour traverser la frontière à l'est de la baie Missisquoi.

## Frontière internationale
À son extrémité sud, à Noyan, la route 225 relie le Québec à l'État du Vermont, aux États-Unis. À la frontière, la route 225 devient la VT 225 qui, moins de trois kilomètres au sud de la frontière, rejoint la US 2. La route entre aux États-Unis dans la municipalité d'Alburgh, dans le comté de Franklin. Le poste frontalier est ouvert à l'année, 24/7.

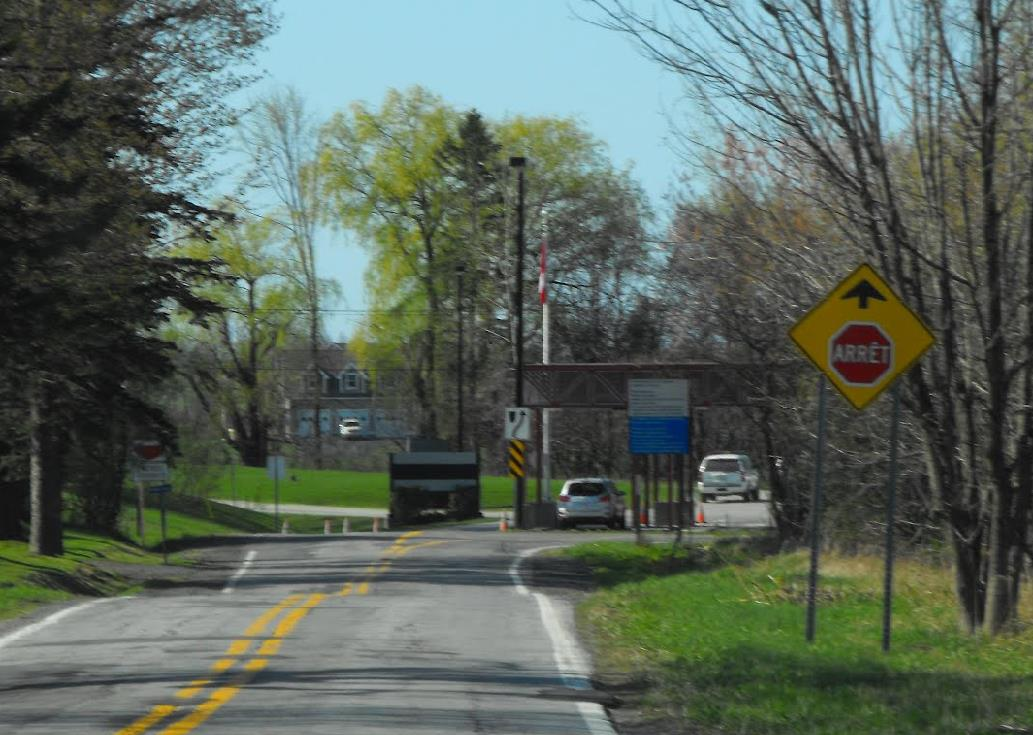
Extrémité sud de la route 225 à la frontière canado-américaine.

## Localités traversées (du sud au nord)
Liste des municipalités dont le territoire est traversé par la route 225, regroupées par municipalité régionale de comté.

### Montérégie
Le Haut-Richelieu
- Noyan
- Henryville
- Sainte-Anne-de-Sabrevois

## Intersections majeures
| MRC                   | Municipalité             | km    | Destinations                    | Notes               |
| --------------------- | ------------------------ | ----- | ------------------------------- | ------------------- |
| Le Haut-Richelieu     | Noyan                    | 0,00  | VT 225 sud – Alburgh            | Continue au Vermont |
| Le Haut-Richelieu     | Noyan                    | 0,00  | Frontière canado-américaine     |                     |
| Le Haut-Richelieu     | Noyan                    | 6,10  | R-202 – Montréal, Clarenceville |                     |
| Le Haut-Richelieu     | Sainte-Anne-de-Sabrevois | 27,80 | R-133 – Iberville, Henryville   |                     |
| - Transition de route |                          |       |                                 |                     |